# Oh Sees
Osees (dříve Thee Oh Sees a Oh Sees) je americká rocková skupina, založená v roce 1997 v San Franciscu v Kalifornii. Původně se skupina jmenovala OCS a pod tímto názvem vydala tři alba; později se jmenovala The OhSees, pod tímto názvem vydala dvě alba. Od roku 2008 skupina nesla název Thee Oh Sees. Roku 2017 došlo k další změně názvu, a sice na Oh Sees. Jejími členy jsou zpěvák a kytarista John Dwyer, kytarista a bubeník Lars Finberg, klávesistka Brigid Dawson, baskyatrista Petey Dammit a bubeník Mike Shoun. V roce 2012 skupina přispěla písní „European Son“ na album The Velvet Underground & Nico by Castle Face and Friends věnovaném skupině The Velvet Underground.
V České republice kapela poprvé vystoupila 23. srpna 2016 ve Futurum Music Bar.